# История ЛГБТ-движения в России

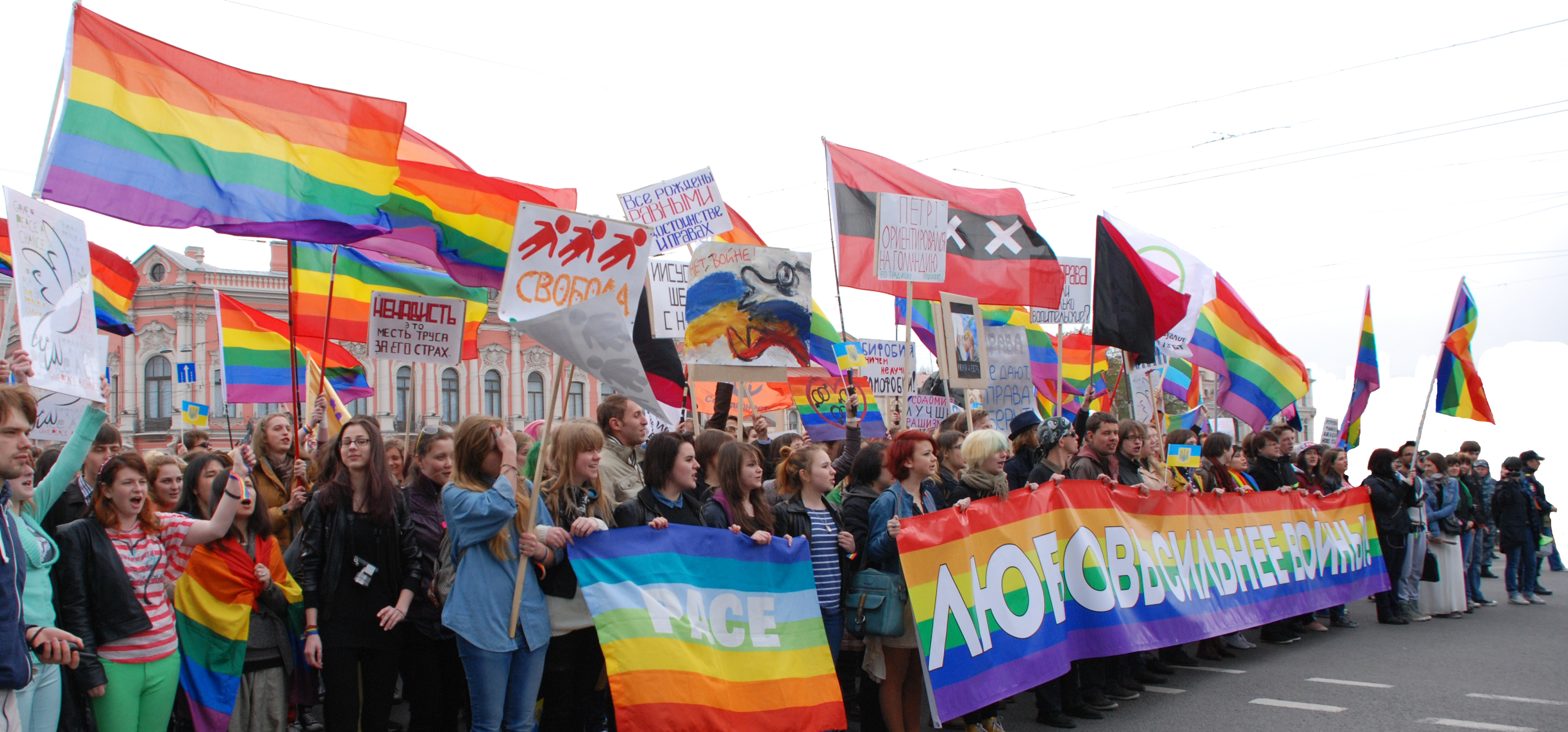
ЛГБТ-демонстрация на Невском проспекте. 2014 год

Правозащитное ЛГБТ-движение в России зародилось в последнее советское десятилетие и организационно оформилось на протяжении 1990-х годов. Первые предпосылки для его возникновения сложились ещё в Российской империи, но были подавлены в СССР.

## Субкультура конца XIX — начала XX веков
Несмотря на уголовное преследование, городская гомосексуальная субкультура начала формироваться в Российской империи в 1830-40-х годах. С 1860-х она претерпела качественный скачок по причине стремительной урбанизации на фоне отмены крепостного права и индустриализации страны. В крупных городах появилась тематическая инфраструктура — кафе, рестораны, гостиницы, бани, салоны и даже импровизированный «гей-музей». Оформились различные литературные и философские группы.
В начале XX века вопрос целесообразности уголовного преследования однополых отношений активно поднимался в российском юридическом сообществе, однако сами гомосексуалы своего голоса в этой дискуссии не имели. В это время одним из ведущих «гей-эмансипаторов», ратовавших за отмену антигомосексуального законодательства, стал известный российский юрист и сооснователь «Партии кадетов» В. Д. Набоков.
После революции 1905 года и последовавшего ослабления цензуры в печати появились голоса самих гомосексуалов. Свет увидело большое количество художественной, научно-популярной и бульварной литературы соответствующей тематики. В 1906 году вышла повесть «Крылья» М. А. Кузмина — первая в европейской истории позитивная история однополой любви. В 1908 году под именем П. В. Ушаковского (уже на титульном листе было указано, что это псевдоним) появилась книга «Люди среднего пола», где излагались основные философские и научные взгляды на гомосексуальность, а также содержались призывы к толерантности и отмене уголовного преследования. В этом же году вышел и перевод книги Магнуса Хиршфельда «Третий пол Берлина», спустя всего 4 года после публикации в Германии.
Октябрьская революция 1917 года привела к отмене всех царских законов. И хотя отношение коммунистов к гомосексуальности было весьма неоднозначным, однако новые уголовные законы, опиравшиеся на секулярные и материалистические, научные представления, не предусматривали наказания за однополые отношения. При этом последовавший экономический кризис и борьба большевиков с «притонами разврата» разрушили сложившуюся гомосексуальную субкультуру, вытеснив её на улицу.
Новая власть не внесла особого вклада в вопрос гомосексуальной эмансипации, хотя ряд коммунистических деятелей (А. М. Коллонтай, Н. А. Семашко) активно контактировали с немецким гей-движением и принимали участие в работе «Всемирной лиги сексуальных реформ». В 1926 году берлинский ученый и гей-активист Магнус Хиршфельд посетил СССР, где встречался с советскими гомосексуалами (в частности М. А. Кузминым и Н. А. Клюевым), однако был вынужден констатировать отсутствие организованных правозащитных групп.
В ходе сталинских репрессий в 1933 году вступающие в однополые контакты мужчины были объявлены «шпионами», «контрреволюционерами», «классовыми врагами» и «деклассированными элементами», разрушающими советское общество, а в уголовный кодекс были внесены соответствующие изменения. Вскоре после принятия И. В. Сталину поступило письмо от жившего в Москве британского коммуниста, журналиста и гея Гарри О. Уайта (англ. Harry O. Whyte), в котором он попросил его разъяснить принятие нового закона, параллельно осветив позитивные марксистские взгляды на гомосексуальность и намекнув, что данные действия СССР вызовут негативную реакцию Коминтерна. Однако ответа не получил. Новый уголовный кодекс на долгие годы затормозил формирование ЛГБТ-движения.
В 1959 году некоторые советские юристы предприняли попытку исключить первую часть статьи 154-а, которая предписывала наказание за добровольные гомосексуальные контакты между двумя мужчинами, из нового Уголовного Кодекса РСФСР. Известный советский правовед Борис Никифоров высказал свое мнение по этому поводу на комиссии законодательных предположений 27 августа 1959, заметив, что первая часть статьи 154-а была совершенно «непонятна». Его суждения поддержал юрист Сергей Степичев, который и вовсе предложил отменить наказание за добровольное мужеложство. Однако юрист Коротков посчитал, что эти предложения были необоснованными и статья за добровольное мужеложство должна была остаться в УК РСФСР.
В 1960-1970х годах дискуссия о том, стоит ли отменить уголовное наказание за добровольное мужеложство продолжилась. Так, юрист Павел Павлович Осипов из Ленинградского университета в своей кандидатской диссертации «Половые преступления» (1966) высказал предложение отменить наказание за добровольное мужеложство, аргументируя это тем, что гомосексуальность была не преступлением, а болезнью, которую нужно было лечить. Другой ученый-юрист Яков Михайлович Яковлев также утверждал, что гомосексуальность это скорее медицинская проблема, а не криминологическая. Юристы из учебных учреждений МВД были категорически против данных высказываний. Борис Васильевич Даниэльбек в учебном пособии «Половые извращения и уголовная ответственность» (1972) для Высшей Школы МВД осуждал Осипова и Яковлева за их высказывания, утверждая, что если отменить наказание за добровольное мужеложство, то количество геев увеличится. Кроме того, согласно его суждениям, гомосексуальность противоречила коммунистической морали.
Судебно-медицинские эксперты также высказывали мнение о том, что расследование дел о мужеложстве было очень сложной задачей, так как неопровержимые улики в таких делах собрать было практически невозможно. Однако некоторые следователи решали данную проблему по-своему — посредством шантажа и угроз в адрес «свидетелей», которых вынуждали давать показания против главного подозреваемого. Такие дела часто велись с нарушениями закона и оправдательный приговор был практически невозможен, даже несмотря на жалобы адвокатов Генеральному прокурору СССР.

## 1970-е годы
В 1970-х годах развивающееся международное правозащитное гей-движение впервые с 1930-х годов обратило внимание на ситуацию в Советской России. Преследование гомосексуалов стали рассматриваться как часть нарушения прав человека в СССР. Особую известность получили уголовное преследование режиссёра С. И. Параджанова (1974) и писателя Г. Н. Трифонова (1976). При этом советское диссидентское движение не поддерживало гомосексуалов: А. И. Солженицын лишь характеризовал соответствующую уголовную статью как «грязненькую», В. Т. Шаламов выступал с откровенно гомофобных позиций. В 1977 году итальянский активист Анджело Пеццана (итал. Angelo Pezzana) прибыл в СССР, он пытался убедить А. Д. Сахарова выступить против преследования геев. После отказа учёного-диссидента А. Пеццана выступил с единоличным протестом в Москве. В этом же году переданное из тюрьмы «Открытое письмо» Г. Н. Трифонова было опубликовано в ряде зарубежных изданий, в неё писатель говорил «о глупости, лжи, жестокости и цинизме», культивируемых в советском обществе в отношении гомосексуалов. В 1980-м году во время московской Олимпиады иностранный активист приковал себя наручниками к решетке Летнего сада в Ленинграде во время акции против дискриминации гомосексуалов.

## «Голубая лаборатория» (1983—1986)
В 1983 году приехавший в Ленинград из Киева филолог-полиглот Александр Заремба создал организацию «Гей-лаборатория» («Голубая лаборатория»). В неё вошло около 30 человек, включая 4 женщины: Сергей Щербаков, Виктор Тюшев, Ольга Жук, Ольга Краузе, Раиса Таирова, Олег Ульба и другие. Группа ставила перед собой многочисленные задачи: формирование самосознания у геев и лесбиянок СССР, изучение языков для ознакомления с западным опытом движения, перевод и распространение иностранной тематической литературы, борьба за отмену уголовного преследования, организация досугового и культурного пространства. «Гей-лаборатория» через Рейо Хярконена установила связь с финской организацией геев и лесбиянок «SETA», а через неё вошла в состав международной ассоциации «ИЛГА». Советские активисты переправляли на Запад информацию о бедственном положении ЛГБТ в СССР. Они инициировали акции протеста против гомофобии в России с участием европейских коммунистических партий. Активисты также стали заниматься информированием об эпидемии СПИДа. Группа быстро попала в поле зрения КГБ. В июле 1986 года после провокации и последовавших репрессий она распалась, однако многие её члены позднее стали лидерами «первой волны».

## «Первая волна» (конец 1980-х — первая половина 1990-х)
Во второй половине 1980-х годов в СССР на фоне «Перестройки» активизировалась общественная жизнь, одной из сторон этого процесса стало появление гей-лесби-организаций и групп.
В 1980-х годах Ольга Краузе организовала в Ленинграде «Клуб независимых женщин», занимавшийся культурным обменом и досугом, решением проблемы трудоустройства лесбиянок, бежавших с гомофобной периферии, юридически и материально поддерживали геев, осужденных за свою гомосексуальность.
В Ленинграде-Петербурге в начале 1990-х начинают функционировать гей-лесби-организации: «Фонд культурной инициативы и защиты сексуальных меньшинств» («Фонд Чайковского»), «Ассоциации геев и лесбиянок „Крылья“» («Невские берега», «Невская перспектива»). В их работе принимают участие Ольга Краузе, профессор Александр Кухарский, Ольга Жук, Юрий Ереев, Сергей Щербаков, Олег Ульба, Тимур Новиков, Геннадий Трифонов, Владимир Весёлкин и другие.
В конце 1989 года в Москве Владиславом Ортановым, Константином Евгеньевым, Алексеем Зубовым, Романом Калининым, Евгенией Дебрянской была основана «Ассоциация сексуальных меньшинств» («АСМ»), позиционировавшая себя как правозащитная организация, главной задачей которой стали борьба за равноправие вне зависимости от сексуальной ориентации, преодоление гомофобии, отмена уголовного преследования. Однако через год из-за разногласий «АСМ» распалась. Евгения Дебрянская и Роман Калинин создали «Московский союз лесбиянок и гомосексуалистов» («МСЛГ»), потом — политический союз «Освобождение»; более умеренные активисты во главе с Владиславом Ортановым объявили о создании Ассоциации за равноправие гомосексуалистов (АРГО). Кевин Гарднер основывает центр «ЭЗОП», Геннадий Крименской — организацию «Мы и вы», Николай Недзельский — ВИЧ-фонд «Имена».
В 1990 году в газете «СПИД-инфо» № 5 было напечатано обращение «АСМ» к Президенту СССР и Верховным Советам СССР и союзных республик, подписанное В. Ортановым, К. Евгеньевым и А. Зубовым с просьбой отменить дискриминационные статьи уголовного кодекса и объявить амнистию тем, кто был осужден по этим статьям.
В 1989 году Владимир Весёлкин вместе с Гариком Сукачёвым выступили против уголовного преследования гомосексуалов и провели серию благотворительных концертов. В 1991 году на концерте «Рок против террора» группа «АукцЫон» выступила с заявлением в защиту сексуальных меньшинств, призывом к толерантности и за отмену 121 статьи УК РСФСР. Петицию подписали многие участники концерта: «АукцЫон», «Бригада С», «ДДТ», «Чайф», «АВИА», «Центра Стаса Намина», «Ва-Банкъ», «Последний шанс», «Миссия: Антициклон», Вячеслав Бутусов, Виктор Салтыков, Сергей Крылов, Михаил Жванецкий, Сергей Соловьёв, Владислав Листьев, Александр Сокуров, Анастасия Рахлина-Башлачёва и др..
28—30 мая 1990 году в Таллине по инициативе Института истории Эстонской академии наук и при поддержке ряда зарубежных ЛГБТ-организаций состоялась первая в СССР международная научная конференция о положении сексуальных меньшинств. В ней приняли участие известные ученые и активисты, среди которых Джефри Уикс (англ. Jeffrey Weeks). Герт Хекма (нидерл. Gert Hekma) и другие. Конференция имела важное значение для роста самосознания советского гей-лесби-сообщества и развития правозащитного движения.
Московская группа «АСМ»-«МСЛГ» выбрала тактикой своей работы провокационные и эпатажные лозунги и заявления. Так, осенью 1990 года их «заявление о защите педофилов и некрофилов» вызвало громкий скандал и политическую борьбу вокруг «Моссовета», в ходе которой подавляющей была гомофобная риторика. В мае 1991 года «МСЛГ» объявила о выдвижении Романа Калинина кандидатом на выборах президента РСФСР. Данные действия обернулись многочисленные скандалы в СМИ и значительными репутационными потерями гей-движения, они были подвергнуты острой критике со стороны других гей-активистов.
В июле 1991 года «Фонд Чайковского» и «МСЛГ» при поддержке «Международной комиссии по правам человека геев и лесбиянок» («МКПЧГЛ») провели в Москве (кинотеатр «Новороссийск») и Ленинграде (кинотеатр «Спартак») первый международный гей-лесби кинофестиваль и конференцию. В фестивале приняли участие сотни российских геев и лесбиянок. Впервые в России на широком экране были показаны гей-фильмы. В ходе фестиваля в Ленинграде и Москве были проведены первые гей-манифестации против уголовного преследования. В этом же году проходит манифестация в Махачкале.
9 октября 1991 года после года судебных тяжб с Минюстом впервые в России была официально зарегистрирована общественная гей-лесби-организация «Ассоциации геев и лесбиянок „Крылья“» при участии Ольги Краузе и профессора Александра Кухарского. Её основными задачами стала помощь ЛГБТ-людям в критических моментах жизни, профилактика эпидемии ВИЧ и отмена уголовного преследования мужчин-гомосексуалов.
Одним из важных результатов работы нового движения стало издание тематических журналов и газет. Собственная пресса стала важной площадкой общения российских геев и лесбиянок, сыграв важную роль информирования и сплочения разрозненного гей-общества в России во времена, когда интернет не имел в России широкого распространения. Под эгидой «АСМ» в ноябре 1989 года была создана первая в СССР тематическая газета — «Тема». Она была официально зарегистрирована Моссоветом в 1990 году как частное издание. Так же в 1990 году вышел единственный номер «Гей Правды», инициативы нидерландской «Гей Крант» и французской «Ге Пье». Первым зарегистрированным (03.10.90) российским гей-журналом стал журнал «Ты» (издатель Геннадий Крименской, Москва). В 1990 году после раскола в редакции «Темы» появился журнал «РИСК» (зарегистрирован 03.10.91). В 1990-е годы выходили также цветной иллюстрированный журнал «Арго» (редактор Влад Ортанов), литературный журнал «Gay, славяне!» (Ольга Жук, Олег Ульба, Сергей Щербаков, Геннадий Трифонов), черно-белые журналы «1/10» (редактор Дмитрий Лычёв), «Партнер(Ша)» и «Уранус» (редактор Михаил Аникеев) и альманах «Голубой вагон и маленькая тележка» (литературное приложение-спецвыпуск к петербургскому самиздату «Ниоткуда»), лесби-журнал «Пробуждение». Все эти издания выпускались по мере изыскания средств и постепенно, не находя источника стабильного финансирования и имея сложности с регистрацией, вынуждены были закрыться. Окончательную точку в первом этапе развития гей-прессы в России поставил экономический кризис 1998 года.
Отмена уголовного преследования произошла без широкой огласки. В ходе законодательных реформ начала 1990-х годов при подготовке принятия Конституции Российской Федерации и вступления в Совет Европы указом президента РФ Б. Н. Ельцина от 27 мая 1993 года добровольные однополые отношения были декриминализированы. Одновременно чтобы придать легитимность этому действию были рассекречены ряд документов, в том числе переписка Ягоды и Сталина и письмо Г. О. Уайта. При этом несмотря на отмену закона автоматического освобождения осужденных ранее не произошло. При этом закон «О реабилитации жертв политических репрессий» не включил гомосексуалов в число подлежащих реабилитации.
В августе 1993 года 27 местных организаций формально создали общенациональную ассоциацию лесбиянок, геев и бисексуалов «Треугольник». Московские власти незаконно отказали в официальной регистрации ассоциации, ссылаясь на то, что её создание якобы «противоречит общественным нормам нравственности».
Важной правозащитной акцией было создание в рамках «МКПЧГЛ» «Московской рабочей группы» (МРГ) во главе с журналисткой Машей Гессен, которая подготовила и опубликовала в 1994 году основательный отчет о положении дел с правами человека в этом вопросе в России.
1 января 1999 года гомосексуальность была исключена из списка заболеваний. Одновременно гомосексуалы получили право на службу в армии.

## «Вторая волна»

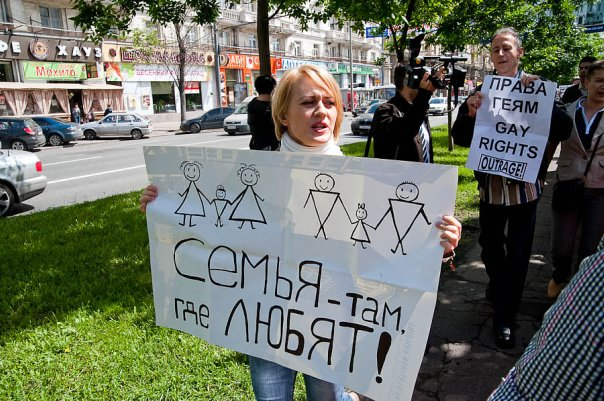
Московский гей-прайд в 2010 году

2000 год — писатель, поэт, журналист и модель Ярослав Могутин, не скрывающий свою гомосексуальность, получил литературную премию Андрея Белого в номинации «Поэзия» за сборник Sверхчеловеческие Superтексты.
2001 год — на выборах в Государственную думу РФ состав фракции Единство пополнился членами движения «Поколение свободы», которые выступали за равноправие граждан любой сексуальной ориентации и толерантное отношение к гомосексуалам. В этом же году российское отделение «Международной амнистии» провело акцию против жестокого обращения с геями и лесбиянками.
2002 год — в Москве проходит кинофестиваль фильмов, объединённых гей-тематикой. Также в этом году группа «Народный депутат» инициирует в Госдуме обсуждение законопроекта об уголовной ответственности за гомосексуальность. Подобное предложение активно оспаривает «Союз правых сил». Сам вопрос активно обсуждался в СМИ. Однако в итоге так и не был включен в список законопроектов для рассмотрения.
В 2003 году — в Москве и Санкт-Петербурге проходит первая акция по профилактике ВИЧ и ИППП (ЗППП) среди МСМ. В этом же году выходит в свет первый гей-журнал «Квир». Его учредителем становится центр «Я+Я». В 2003 году Правительство РФ обсуждает возможность дополнения Уголовного кодекса статьей, предусматривающей наказание за гомосексуальность. Тогда проект инициативы не был утвержден.
В 2004 году стартовал Проект «LaSky», направленный на профилактику распространения эпидемии ВИЧ среди мужчин, практикующих секс с мужчинами, который стремительно перерос в межрегиональный проект.

## «Третья волна»
В 2005 году в Москве сформировался правозащитный проект GayRussia.Ru во главе с Николаем Алексеевым.
В 2006 году была основана «Российская ЛГБТ-сеть» — первая и единственная в России межрегиональная правозащитная ЛГБТ-организация.
В Москве в мае 2006 года под эгидой активистов Российской ЛГБТ-сети должен был состояться фестиваль «Радуга без границ», который был сорван из-за угроз экстремистских группировок, которые устроили серию погромов и избиений. Позднее выяснилось, что эти же группировки через несколько месяцев устроили теракт на Черкизовском рынке.
Весной 2006 года проект GayRussia.Ru заявил о проведении в Москве первого в истории России гей-прайда. Это вызвало огромный общественный резонанс. Выступление в защиту прав геев и лесбиянок было запрещено властями. 27 мая 2006 года группа по организации гей-парада в Москве, на проведение которого она не смогла получить разрешение от городских властей, заявила, что его участники всё равно попытаются возложить цветы к Вечному огню в Александровском саду, а также провести пикет у памятника Юрию Долгорукому. Участники шествия были, однако, разогнаны и частично задержаны милицией. По мнению части наблюдателей, организаторы шествия преследовали провокационные цели, которых им удалось добиться — в ходе мероприятия произошли стычки с заранее подготовившимися противниками — представителями русских националистов и НС-скинхедов. По мнению же самих участников акции, именно националисты и скинхеды преследовали провокационные цели.
27 мая 2007 года была очередная попытка провести парад в Москве возле здания правительства Москвы. Она была разогнана милицией, ОМОН и православно-националистическими организациями.
В апреле 2007 года российские ЛГБТ-активисты направили в Министерство здравоохранения и социального развития письмо, в котором потребовали исключить из перечня абсолютных противопоказаний к донорству крови гомосексуальных мужчин, назвав такой запрет дискриминационным и губительным, и пересмотреть приказ Минздрава от 14 сентября 2001. 16 апреля 2008 года министр здравоохранения и социального развития Татьяна Голикова издала приказ «О внесении изменений в приказ Министерства здравоохранения Российской Федерации от 14 сентября 2001 г. № 364 „Об утверждении порядка медицинского обследования донора крови и её компонентов“», который отменил запрет на сдачу крови мужчинами, практикующими секс с мужчинами. Приказ был зарегистрирован в Минюсте 13 мая 2008 года и вступил в силу через десять дней, то есть 23 мая. В конце августа 2013 года стало известно о том, что в Государственной думе готовятся поправки в федеральный закон «О донорстве», согласно которым гомосексуальные мужчины вновь вносятся в группу риска и исключаются от донорства крови. Соответствующий законопроект был внесён членом партии ЛДПР Михаилом Дегтярёвым.
1 июня 2008, в день очередного заявленного шествия, националисты и верующие собрались на Тверской, чтобы выразить свой протест. Однако гей-активисты неожиданно появились совсем в другом месте: около 40 человек прошли шествием от памятника Чайковскому по всей Большой Никитской улице. В то же время на Тверской из окон одного из жилых домов, напротив мэрии, был вывешен большой плакат: «Права геям и лесбиянкам! Гомофобию мэра Лужкова — под суд». Никто из гей-активистов задержан не был.
Осенью 2008 года в Петербурге стартовал Международный ЛГБТ-кинофестиваль «Бок о Бок», однако под давлением властей он был сорван и прошёл в полуподпольном режиме.
16 мая 2009 года было проведено правозащитное мероприятие «Славянский гей-прайд» в Москве в день финала конкурса «Евровидение». Мероприятие, которое проводилось в форме пикета, было разогнано милицией.
Организация Выход зарегистрирована в Министерстве юстиции России 21 января 2009 года, став первой ЛГБТ-организацией России, которой это удалось без суда.
29 мая 2010 года было проведено сразу два мероприятия направленных на защиту прав сексуальных меньшинств: Марш равенства на Старом Арбате, и пятый московский гей-прайд на Ленинградском шоссе.
6 октября 2010 года организация Равноправие впервые в России добилась в суде признания незаконности запрета на публичную массовую акцию в поддержку равноправия геев и лесбиянок
21 октября 2010 года ЕСПЧ признал запреты гей-парадов в Москве нарушающими Европейскую конвенцию о защите прав человека и основных свобод.
17 августа 2017 года в Санкт-Петербурге прошёл ЛГБТ-прайд на Марсовом поле.
17 ноября 2023 года Минюст РФ обратился в Верховный суд РФ с иском о запрете «международного общественного движения ЛГБТ». 30 ноября 2023 года судья Верховного суда РФ Олег Нефёдов объявил «экстремистской организацией» и запретил «международное общественное движение ЛГБТ».